# Musoniella fragilis
Musoniella fragilis är en bönsyrseart som beskrevs av Toledo Piza 1965. Musoniella fragilis ingår i släktet Musoniella och familjen Thespidae. Inga underarter finns listade i Catalogue of Life.